# 사상자속
사상자속(Torilis)은 미나리과의 한 속이다.
유라시아와 북아프리 원산이며, 다른 여러 대륙에 퍼져 나갔다. T. arvensis가 북아메리카에는 꽤 널리 분포하는데, 영국에서는 개체 수가 감소하고 있다. 약 15종의 식물을 거느린다.
- Torilis arvensis
- Torilis japonica : 사상자
- Torilis leptophylla
- Torilis nodosa
- Torilis scabra